# Parcul Național Alpii Calcaroși
Coordonate: 47° 47' 24.6" N, 14° 22' 25" O
Parcul Național Alpii Calcaroși germană Nationalpark Kalkalpen este unul din cele șase parcuri naționale din Austria. Este declarat parc național în anul 1997 și este situat în sudul Austriei la vest de Valea Enn și cuprinde munții Sengsengebirge și Reichraminger Hintergebirge care fac parte din Alpii Calcaroși de Nord. Vârful cel mai înalt este Hohe Nock (1.963 m), parcul are o faună (50 de specii de mamifere) și floră bogată (peste 1000 de specii de plante). Sunt protejate în mod deosebit regiunile localităților  Windischgarsten, Roßleithen, Rosenau am Hengstpaß, Weyer, Großraming, Reichraming, Molln și St. Pankraz.